# Melanagromyza genata
Melanagromyza genata är en tvåvingeart som beskrevs av Spencer 1959. Melanagromyza genata ingår i släktet Melanagromyza och familjen minerarflugor. Inga underarter finns listade i Catalogue of Life.